# Mexiko i olympiska sommarspelen 1900
Mexiko deltog med fyra deltagare vid de olympiska sommarspelen 1900 i Paris. Totalt vann de noll medaljer.